# Idioma atayal
El atayal es una lengua austronesia hablada por el pueblo atayal de Taiwán. Squliq y c'uli' (ts'ole') son dos dialectos principales. Mayrinax y pa'kuali', dos subdialectos de c'uli', son únicos entre los dialectos atayal por tener distinciones de registro masculino y femenino en su vocabulario.

## Historia
Se han publicado varias obras sobre la lengua, incluidas varias gramáticas de referencia. En 1980, Søren Egerod publicó un diccionario atayal-inglés. En 2003 se completó una traducción de la Biblia al atayal. El atayal fue una de las lenguas de origen del japonés criollo de Yilan.
Bajo el gobierno del Kuomintang, Taiwán fue testigo de la imposición del chino mandarín como única lengua nacional, lo que provocó la supresión de las lenguas autóctonas, incluido el atayal. El sistema educativo impuso la enseñanza del mandarín, lo que provocó un declive en la transmisión intergeneracional del atayal. A pesar de estos problemas, las comunidades atayal mantuvieron su lengua en entornos privados e informales. Tras el levantamiento de la ley marcial en la década de 1980 y la posterior democratización de Taiwán, las políticas cambiaron para reconocer y preservar las lenguas indígenas con la creación del Consejo de los Pueblos Indígenas.
En abril de 2020, el Ministerio de Educación de Taiwán y la Universidad Nacional Chengchi lanzaron una Wikipedia en lengua atayal para promover el uso escrito de las lenguas aborígenes de Taiwán.

## Dialectos
Los dialectos del Atayal pueden clasificarse en dos grupos dialectales: Squliq y C'uli' (Ts'ole').
Según Goderich (2020), existen 7 dialectos atayal.
- Squliq: dialecto de prestigio, el más extendido.
- S'uli (澤敖利泰雅語): hablado en el condado de Hsinchu (incluidos los municipios de Jianshi 尖石鄉 y Wufeng 五峰鄉), y también a lo largo del río Da'an (大安溪) entre el condado de Miaoli y la ciudad de Taichung.
- Klesan (o C'uli'; 宜蘭澤敖利): históricamente vivían alrededor del monte Nanhu (南湖大山), pero fueron reubicados por los japoneses a principios del siglo XX. Actualmente, se habla a unos 40 km al norte y al este del monte Nanhu, en los pueblos de Pyahaw (碧候), Ropoy (金岳), Ləlaŋan/Buta (武塔), Iyu (東澳) y Kəŋyan (金洋).
- Matu'uwal (o Mayrinax; 汶水泰雅語): hablado en tres pueblos a lo largo del río Rinax (汶水溪) en el municipio de Tai'an (泰安鄉), condado de Miaoli, incluyendo en el pueblo de Qing'an (清安村) y el pueblo de Jinshui (錦水村).
- Plngawan: (萬大泰雅語) se habla en la aldea tribal de Sasi (親愛部落) en el municipio de Ren'ai, condado de Nantou. Fusionado a partir de tres aldeas durante la década de 1900 por los japoneses después de ser reubicados.
- Skikun (四季泰雅語): se habla en al menos dos pueblos, el pueblo tribal Skikun (四季部落) y el pueblo tribal Mnawyan (碼崙部落), en el municipio de Datong, condado de Yilan.
- Matu'aw (o Matabalay según Li 1981):[12] hablado en los pueblos Maymaralas (南灣) y Matabalay (榮安) de la aldea administrativa de Daxing (大興村), Tai'an (泰安鄉), condado de Miaoli.

Goderich (2020:193) clasifica los dialectos atayal como sigue, y también reconstruye más de 1.000 palabras para el proto-atayal.
- Atayal
  - Atayal septentrional
    - Matu’uwal
    - Atayal septentrional nuclear
      - Skikun
      - Squliq

  - Atayal meridional
    - Plngawan
    - Atayal meridional nuclear
      - Klesan
      - Atayal sudoccidental
        - S’uli
        - Matu’aw

## Ortografía
La lengua atayal se escribe normalmente en alfabeto latino; el gobierno taiwanés estableció una ortografía estándar para la lengua en 2005. En la escritura, ⟨ng⟩ representa la nasal velar /ŋ/, y el apóstrofo ⟨'⟩ representa la oclusión glotal. En algunas publicaciones, ⟨ḳ⟩ se utiliza para representar /q/ y ⟨č š⟩ se utiliza para representar /tʃ ʃ ʒ/.
En algunos dialectos, pero no en todos, la schwa /ə/ se omite con frecuencia en la escritura, lo que da lugar a largas agrupaciones de consonantes en la superficie (por ejemplo, pspngun /pəsəpəŋun/).
La pronunciación de algunas letras difiere de las convenciones IPA. La letra ⟨b⟩ representa /β/, ⟨c⟩ es /ts/, ⟨g⟩ es /ɣ/, ⟨y⟩ es /j/, y ⟨z⟩ es /ʒ/.

## Fonología
Los dialectos difieren ligeramente en su fonología. A continuación se presentan los inventarios vocálicos y consonánticos del atayal mayrinax (Huang 2000a). Las convenciones ortográficas se añaden entre ⟨corchetes⟩.

### Vocales
|         | Posterior | Central | Anterior |
| ------- | --------- | ------- | -------- |
| Cerrada | i         |         | u        |
| Media   | e         | ə       | o        |
| Abierta |           | a       |          |

### Consonantes
|           |           | Bilabial | Alveolar | Palatal | Velar | Uvular | Faringal | Glotal |
| --------- | --------- | -------- | -------- | ------- | ----- | ------ | -------- | ------ |
| Oclusiva  | Oclusiva  | p        | t        |         | k     | q      |          | ʔ      |
| Africada  | Africada  |          | ts ⟨c⟩   |         |       |        |          |        |
| Fricativa | sorda     |          | s        |         | x     |        | ħ ⟨h⟩    |        |
| Fricativa | sonora    | β        |          |         | ɣ ⟨g⟩ |        |          |        |
| Nasal     | Nasal     | m        | n        |         | ŋ     |        |          |        |
| Vibrante  | Vibrante  |          | r        |         |       |        |          |        |
| Semivocal | Semivocal | w        |          | j ⟨y⟩   |       |        |          |        |

La mayoría de estos sonidos también se encuentran en otras lenguas formosanas, pero la fricativa velar [x] es una marca registrada de las lenguas atayálicas. Sin embargo, este sonido tiene una distribución restringida, ya que nunca aparece en posición inicial de palabra.
Aunque algunas publicaciones incluyen una fricativa glotal en el inventario de consonantes, ese fonema se realiza fonéticamente como faríngeo (Li 1980), lo que es cierto para las lenguas atayálicas en general. La fricativa alveolar (s) y la africada (ts) se palatalizan antes de [i] y [j], produciendo [ɕ] y [tɕ], respectivamente (Lu 2005), como en las lenguas de contacto siníticas chino mandarín y hokkien taiwanés.
El atayal plngawan (un subdialecto del ci'uli') difiere de este inventario en que carece de schwa (ə) y en que existen dos fonemas róticos (Shih 2008).
Squliq Atayal tiene una fricativa alveo-palatal sonora [z] (Li 1980), pero Huang 2015 duda de su fonemicidad, argumentando que es un alófono de [y].

## Gramática

### Verbos
Atayal mayrinax (un dialecto C'uli' hablado en el municipio de Tai'an, condado de Miaoli) tiene un sistema de foco de cuatro direcciones (Huang 2000b).
1. Enfoque agente (EA)
2. Foco paciente (FP)
3. Foco locativo (FL)
4. Foco instrumental/beneficiario (FI/FB)

La siguiente lista de marcadores de enfoque se utilizan en atayal mayrinax.
- Enfoque agente (EA)
  - Realis: m-, -um- (más dinámico); ma-, ø (menos dinámico / más estativo)
  - Irrealis: m-, ma-, -um- ... -ay (proyectivo/inmediato); pa- (futuro)
- Foco paciente (FP)
  - Realis: -un (neutro), ø (perfectivo)
  - Irrealis: -aw (proyectivo/inmediato); -un (futuro)
- Foco locativo (FL)
  - Realis: -an
  - Irrealis: -ay (proyectivo/inmediato); -an (futuro)
- Foco instrumental/beneficiario (FI/FB)
  - Realis: si-
  - Irrealis: -anay (proyectivo/inmediato); ø (futuro)

Los marcadores de aspecto son:
- -in-: perfectivo
- pa-: irreal (también sirve como marcador causativo)
- kiaʔ y haniʔan: progresivo

Otros marcadores verbales son:
- ka-: marcador estativo
- i-: marcador locativo
- ø- (marcador nulo): imperativo agente-foco

Los prefijos verbales dinámicos y estativos siguen un continuo. Aquí se enumeran desde los más dinámicos a los más estativos.
1. m-, -um-
2. ma1-, ø1
3. ma-2
4. ø2

### Marcadores de caso
El atayal mayrinax tiene un elaborado sistema de marcado de casos. Los marcadores de mayrinax que figuran a continuación proceden de Huang (2002).
| Caso             | Caso           | Nominativo | Acusativo | Genitivo/Oblicuo | Comitativo |
| ---------------- | -------------- | ---------- | --------- | ---------------- | ---------- |
| Nombre propio    | Nombre propio  | ʔiʔ        | ʔiʔ       | niʔ              | kiʔ        |
| Sustantivo común | referencial    | kuʔ        | ckuʔ      | nkuʔ             | –          |
| Sustantivo común | no referencial | aʔ         | cuʔ       | naʔ              | –          |

El wulai atayal (un dialecto del squliq atayal hablado en el distrito de Wulai, en la ciudad de Nuevo Taipei) tiene un sistema mucho más simple de marcación de mayúsculas y minúsculas (Huang 1995).
| Caso       | Nominativo | Insrtumental | Genitivo  | Comitativo | Locativo     |
| ---------- | ---------- | ------------ | --------- | ---------- | ------------ |
| Marcadores | quʔ        | naʔ          | naʔ, nquʔ | kiʔ        | te, squʔ, sa |

### Pronombres
Los pronombres personales Mayrinax y Wulai Atayal que aparecen a continuación proceden de Huang (1995). En ambas variedades, las formas nominativas y genitivas están ligadas, mientras que las neutras y locativas son libres (no ligadas).
| Tipo de pronombre | Nominativo | Genitivo       | Locativo | Neutral     |
| ----------------- | ---------- | -------------- | -------- | ----------- |
| 1ªp.s.            | sakuʔ, kuʔ | makuʔ, mu, kuʔ | knan     | kuzing, kun |
| 2ª p.s.           | suʔ        | suʔ            | sunan    | isuʔ        |
| 3ª p.s.           | –          | nyaʔ           | hiyan    | hiyaʔ       |
| 1ª p.p. (incl.)   | taʔ        | taʔ            | itan     | itaʔ        |
| 1ª p.p. (excl.)   | sami       | myan           | sminan   | sami        |
| 2ª p.p.           | simu       | mamu           | smunan   | simu        |
| 3ª p.p.           | –          | nhaʔ           | hgan     | hgaʔ        |

| Tipo de pronombre | Nominativo | Genitivo | Neutral |
| ----------------- | ---------- | -------- | ------- |
| 1ªp.s.            | cu, ciʔ    | mu, miʔ  | kuing   |
| 2ª p.s.           | suʔ, siʔ   | suʔ      | isuʔ    |
| 3ª p.s.           | –          | niaʔ     | hiyaʔ   |
| 1ª p.p. (incl.)   | taʔ, tiʔ   | taʔ, tiʔ | itaʔ    |
| 1ª p.p. (excl.)   | cami       | niam     | cami    |
| 2ª p.p.           | cimu       | mamu     | cimu    |
| 3ª p.p.           | –          | nhaʔ     | nhaʔ    |

## Afijos
La siguiente lista de afijos Mayrinax Atayal procede del Comparative Austronesian Dictionary (1995).
- Nota: Algunos afijos no están desglosados.

| Prefijos verbales - ma- 'estático - ma- 'activo - man- - mana- - maɣ- - ma-ša- 'recíproco, mutuo' - ma-ši 'liberación o movimiento natural' - pana- - ma-ti- - ʔi- - pa- 'causativo' - ši- 'benefactivo' - ga- 'verbalizador' - kan- + RED + N (partes del cuerpo) 'movimiento corporal' - ma-ka- 'mutuo, recíproco' - maki- 'verbo activo' - mat- 'girar' - mi- - paš- - ta- ... -an 'ubicación' - tiɣi- 'liberar gas' - tu- 'para que algunos ... ' | Infijos verbales - -um- 'foco agente' - -in- 'completivo' Sufijos verbales - -an 'foco locativo - -un 'foco objeto - -i 'imperativo - -aw 'petición futura o leve - -ani 'petición cortés Afijos nominales - -in- 'nominalizador - -in- ... -an 'nominalizador para indicar una acción completada' Afijos masculinos (es decir, las formas masculinas del habla en Mayrinax Atayal) incluyen (Diccionario Austronesio Comparativo): -niḳ, -iḳ, -ʔiŋ, -hiŋ, -iŋ, -tiŋ, -riʔ, -ḳiʔ, -niʔ, -nux, -ux, -hu, -u, -al, -liʔ, -kaʔ, -ha, -il, -in-, -il-, -i-, -a-, -na-. |